# Virgilio Barco Vargas
Virgilio Barco Vargas (ur. 17 września 1921, zm. 20 maja 1997) – kolumbijski dyplomata i polityk Partii Liberalnej, minister robót publicznych (1958-1960) i rolnictwa (1963-1969), ambasador w Wielkiej Brytanii (od 16 czerwca 1961 do 1962 i od 9 listopada 1990 do 1992) i w Stanach Zjednoczonych (od 14 czerwca 1977 do 1980), prezydent Kolumbii od 7 sierpnia 1986 do 7 sierpnia 1990.
W 1988 doprowadził do wydania Stanom Zjednoczonym handlarzy narkotyków.